# Imam-Reza-Stadion
Das Imam-Reza-Stadion (persisch ورزشگاه امام رضا, Vârzeshgah-e Emam Reza) ist ein Fußballstadion in der iranischen Stadt Maschhad. Es bietet 27.700 Sitzplätze und ist das sechstgrößte Stadion im Iran. Die iranische Fußballnationalmannschaft nutzt es hin und wieder für Heimspiele. Es gehört mit zu den modernsten Stadien des Landes und wurde vom heimischen Architekten Masoud Ziae entworfen.

## Geschichte
Die ersten Planungsschritte für den Bau eines neuen Stadions in der Stadt wurden im Jahr 2011 getroffen. Astan Quds Razavi (AQR) plante ein neues modernes Fußballstadion in Mashhad zu erbauen, um den Sport in der Stadt weiter voranzubringen. Die Football Federation Islamic Republic of Iran also bat die Stiftung um ein Stadion, in dem zukünftig Spiele der Nationalmannschaft ausgetragen werden konnten. Der erste Spatenstich wurde schließlich am 5. März 2013 begangen, mit einem geplanten Datum der Fertigstellung Mitte Juni 2016. Dieser Termin verschob sich jedoch bis in den Januar 2017. Die Eröffnung des Stadions fand schließlich am Tag des Tschahar Schanbe Suri, dem 14. März 2017. statt.
Es steht auf einem Gelände der Stadt, welches der Astan Quds Razavi (AQR) gehört. Einer Stiftung die den Imam-Reza-Schrein verwaltet. Dabei liegt auf der östlichen Seite des 2000 Hektar umfassenden AQR Sportkomplex und umfasst selbst etwa 5,4 Hektar an Fläche. Nebst dem Stadion gibt es hier auch Einrichtungen für Tennis, Basketball, Volleyball und Wassersportarten. Auch gibt es hier ein Amphitheater, einen Konferenzsaal, eine Cafeteria, ein Museum und Lehrräume.
Es ist benannt nach dem Imam ʿAlī ibn Mūsā ar-Ridā, einem Nachfahren des Propheten Mohammed und des achten schiitischen Imams.

## Struktur und Einrichtungen
Das Dach des Stadions wurde von der deutschen EFA Ingenieure GmbH entworfen und von dem französischen Unternehmen Freyssinet erbaut, diese hatten schon Aufträge für Teile des Londoner Olympiastadions sowie beim Stadion für die Fußball-Weltmeisterschaft 2014. Die Sitze kommen von Daplast, einer spanischen Firma, welche auch die Sitze für Real Madrid zulieferte. Die Tartanbahn als auch der Rasen wurden ebenfalls von einer deutschen Firma errichtet.
Nebst weiteren größeren Räumen im Innenbereich des Stadions für verschiedenste Aktivitäten hat das Parkhaus eine Kapazität für 5000 Autos. Es bekam von der AFC die Klassifizierung der Stufe A zugewiesen, welche bislang im Iran nur das Azadi-Stadion in Teheran trug.

## Entwicklung
Der Aushub als auch die Betonstrukturen wurden in einer drei Phasen ausgeführt. Die erste beinhaltete den Aushub als auch ein Betonskelett auf der Ostseite, die zweite die Konstruktion des Skeletts an der Nordseite und die finale dritte die der restlichen Arbeiten.

## Transportverbindungen
Es liegt im Zentrum der Stadt in der Nähe der Khayyam Subway Station und der Khayyam sq. BRT Station. Die Entfernung zum Mashhad International Airport beträgt 20 Kilometer und kann über verschiedenste Wege erreicht werden.
Weitere Verbindungen zum Stadion:
| Service       | Station         | Line                |
| ------------- | --------------- | ------------------- |
| Mashhad Metro | Khayyam Station | VakilAbad ↔ Airport |
| Mashhad Metro | Azadi Station   | QasemAbad ↔ Abouzar |
| Mashhad BRT   | L3S22           | Emamieh ↔ Bahonar   |
| Mashhad BRT   | L3S23           | Emamieh ↔ Bahonar   |